# Friedlach
Friedlach je naselje v Občini Glanegg v Okraju Trg na Koroškem v Avstriji.